# Rudolf Burkert
Rudolf Burkert (* 31. Oktober 1904 in Polaun; † 7. Juni 1985 in Deutschland) war ein deutschböhmischer Skisportler, der in der Nordischen Kombination sowie im Skispringen für die Tschechoslowakei erfolgreich war.

## Werdegang
Burkert gewann bei den Nordischen Skiweltmeisterschaften 1927 in Cortina d’Ampezzo den Weltmeistertitel in der Nordischen Kombination. Jedoch war dies dem Umstand zu verdanken, dass weder Norwegen noch Finnland Athleten entsandten. Ein Jahr später bei den Olympischen Spielen 1928 in St. Moritz, die zugleich als Nordische Skiweltmeisterschaften galten, gewann er im Skispringen die Bronzemedaille und erreichte in der Nordischen Kombination Rang 12. Er war damit der erste Bürger der Tschechoslowakei, der eine Medaille bei Olympischen Winterspielen gewann. Fünf Jahre später gewann er bei den Nordischen Skiweltmeisterschaften 1933 in Innsbruck noch einmal Silber im Skispringen. 1934 musste er wegen einer Fußverletzung seine aktive Karriere beenden. Diese Verletzung bewahrte ihn vor dem militärischen Einsatz im Zweiten Weltkrieg. Nach dem Krieg wurde er trotz seiner Herkunft als Sudetendeutscher nicht aus seiner Heimat vertrieben und lebte ab 1945 in Tanvald. 1968 wanderte er offiziell in die Bundesrepublik Deutschland aus, wo er 1985 starb.